# فرانچسکا زونینو
فرانچسکا زونینو (ایتالیایی: Francesca Zunino؛ زادهٔ ۱۳ فوریهٔ ۲۰۰۰) شناگر زن شنای موزون اهل ایتالیا است.
وی در مسابقات کشوری و بین‌المللی در مجموع برندهٔ ۸ مدال نقره، ۲ مدال برنز شده‌است.